# Яблоки не падают никогда
«Яблоки не падают никогда» (англ. Apples Never Fall) — мистический драматический мини-сериал, основанный на одноимённом романе Лианы Мориарти. Главные роли исполнили Аннетт Бенинг и Сэм Нилл. Премьера состоялась на сервисе Peacock 14 марта 2024 года.

## Сюжет
В центре сюжета сериала семья Дилейни, которая со стороны кажется вполне благополучной. Бывшие тренеры по теннису Джой и Стэн — родители четырех взрослых детей. После нескольких десятилетий в браке они наконец-то продали свою знаменитую теннисную академию и готовы насладиться пенсией. Но после исчезновения Джой её дети вынуждены по-новому взглянуть на брак своих родителей и историю своей семьи.

## В ролях
- Аннетт Бенинг — Джой Дилейни
- Сэм Нилл — Стэн Дилейни
- Элисон Бри — Эми Дилейни
- Джейк Лэси — Трой Дилейни
- Джорджия Флад — Саванна
- Конор Мерриган Тернер — Логан Дилейни
- Эсси Рэндлс — Брук Дилейни

## Производство
В марте 2021 года Дэвид Хейман приобрёл права на роман, с намерением экранизировать его для телевидения. В феврале 2022 года компания Peacock дала производству сериала зелёный свет. В феврале 2023 года Аннетт Бенинг, Сэм Нилл, Элисон Брай и Джейк Лэйси получили главные роли в сериале. В марте к актёрскому составу присоединились Джорджия Флад, Конор Мерриган Тернер и Эсси Рэндлс.
Съёмки начались в Квинсленде, Австралия, в марте 2023 года.

## Отзывы и оценки
На сайте Rotten Tomatoes фильм имеет рейтинг 47 % основанный на 36 отзывах. На Metacritic средневзвешенная оценка составляет 54 из 100 на основе 21 рецензий.